# 1G-Regel
Die 1G-Regel ist eine Zutrittsregel im Zusammenhang mit der COVID-19-Pandemie.
Während über die Begriffe 3G-Regel (Geimpft – Genesen – Getestet) und 2G-Regel (Geimpft oder Genesen) Einigkeit herrscht, gibt es unterschiedliche Bedeutungen des Begriffs 1G-Regel:
- Getestet: Zutritt ist nur für getestete Personen erlaubt. Alle Personen müssen einen Test vorweisen, egal ob sie geimpft, genesen oder ungeimpft sind. In Deutschland schlug der Virologe Jonas Schmidt-Chanasit im November 2021 diese Option als eine dritte und noch strengere Möglichkeit, für besonders gefährdete Bereiche wie Alten- und Pflegeheime, im Kampf gegen das Coronavirus vor.[1][2] Daraufhin führte unter anderem der Industriekonzern Thyssenkrupp die 1G-Regel für seine Beschäftigten in Deutschland ein.[3]

- Geimpft: Zutritt ist nur für geimpfte Personen erlaubt. Das heißt: Es haben nur geimpfte, aber keine genesenen oder getesteten Personen Zutritt. Ein solches Modell sah Costa Rica für Einheimische ab 12 Jahren und für Touristen ab 18 Jahren ab 8. Januar 2022 vor.[4][5] In Deutschland wollte ein Gastwirt in Berlin den Zutritt zu einem Fest auf Geimpfte beschränken.[6]

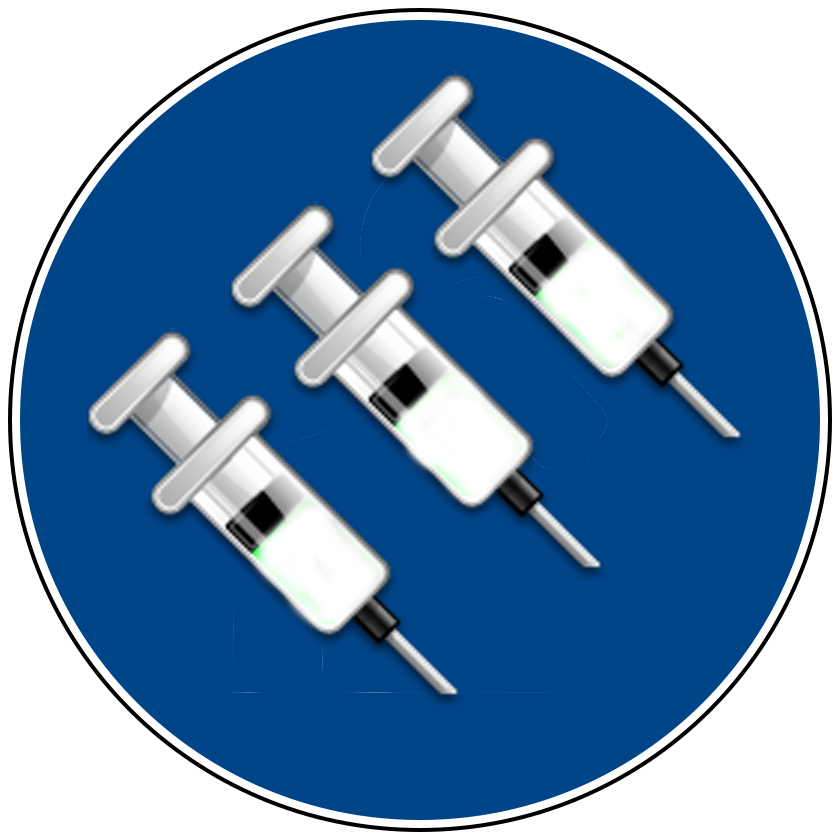
Dreifachimpfung

- Geboostert: „Wenn die Kontaktbeschränkungen doch nicht so wirken wie erhofft, muss man schauen, ob man nicht 1G machen muss – und das G heißt dann geboostert“, erklärte der Virologe Christian Drosten in Anbetracht einer möglichen Verbreitung der SARS-CoV-2-Variante Omikron. Gemeint ist eine Auffrischungsimpfung.[7]

Eine gesetzliche 1G-Regelung (Getestet) bestand gem. § 28b Abs. 2 IfSG in Verbindung mit § 2 Nr. 6 SchAusnahmV seit dem 24. November 2021 für Besucher von Krankenhäusern sowie Einrichtungen zur Betreuung und Unterbringung älterer, behinderter oder pflegebedürftiger Menschen. Danach hatten dort nur noch Personen Zutritt, die das sechste Lebensjahr noch nicht vollendet haben oder im Besitz eines auf sie ausgestellten Testnachweises sind. Die Regelung, die regulär am 7. April 2023 ausgelaufen wäre, wurde bereits zum 1. März 2023 durch die Schutzmaßnahmenaussetzungsverordnung aufgehoben.